# Powstanie chłopskie w Słowenii
Powstanie chłopskie w Słowenii miało miejsce w roku 1515 na ziemiach ówczesnej Krainy, Styrii i Karyntii. Z uwagi na swój zasięg (25 000 km²), czas trwania (5 miesięcy) oraz liczbę uczestników (do 80 000 ludzi) uznawane jest za największe powstanie chłopskie w regionie. 
Najważniejszym powodem wybuchu powstania były względy ekonomiczne oraz ubóstwo chłopów. Przyczyniły się do tego m.in. ataki Turków i Węgrów. W latach 1473–1499 Karyntia i Kraina stały się celem ponad dwudziestu najazdów tureckich. Pomiędzy latami 1480–1490 także Węgrzy prowadzili działania zbrojne przeciwko Karyntii, zajmując znaczne połacie terenu. Kolejnym obciążeniem stały się wkrótce nałożone przez Turków wysokie podatki. 
W marcu 1515 doszło do wybuchu buntu Koczewarów, skierowanego przeciwko hrabiemu Jurijowi Turnowi. W wyniku rebelii chłopi zabili znienawidzonego Turna oraz kuratora Jurija Stržena. Wkrótce powstanie rozszerzyło się na ziemie Krainy, Karyntii oraz Styrii.
W wyniku działań powstańczych, chłopom udało się zająć lub zniszczyć liczne zamki, zmuszając szlachtę do szukania schronienia w dużych miastach (Lublana, Kamnik, Maribor). Do większych potyczek z siłami feudalnymi doszło pod Konjicami oraz Celje. W sierpniu 1515 r. z pomocą armii cesarskiej powstanie ostatecznie zdławiono. Przywódców rebelii stracono, m.in. w Grazu gdzie dokonano egzekucji 161 powstańców. Celem pokrycia wyrządzonych szkód, na chłopów nałożono kolejne podatki i przymusową pracę.

## Literatura
- Enciklopedija Slovenije, Band 12, Eintrag "Slovenski kmečki upor", S. 45. Mladinska Knjiga, Ljubljana 1998
- Fran Ivanc, Štefan Tomšič: Kočevsko okrajno glavarstvo. Okrajna učiteljska knjižnica, Ljubljana/Laibach 1887